# Stazione di Nibbia
Stazione di Nibbia vasútállomás Olaszországban, San Pietro Mosezzo településen.

## Vasútvonalak
Az állomást az alábbi vasútvonalak érintik:
- Biella–Novara-vasútvonal

## Kapcsolódó állomások
A vasútállomáshoz az alábbi állomások vannak a legközelebb:
- Stazione di Casaleggio
- Agognate railway halt